# デンマークの国旗
デンマークの国旗は、ダンネブロ (Dannebrog) と呼ばれ、赤地に白のスカンディナヴィア十字を描いた旗。伝説では1219年6月にヴァルデマー2世がエストニア軍とリュンダニの戦いの最中、空から降ってきたとも、神聖ローマ帝国皇帝からこの旗を授かった処、それまで苦戦していた戦いが形勢逆転し勝利したとも伝えられている。この旗は北欧諸国でよく使われる、「スカンディナヴィア十字」の基ともなった。オーストリアの国旗やスコットランドの国旗、マルタ騎士団の国旗と並んで現在使用されている国旗の中で世界最古の国旗といわれる（なお、正式制定から現存しているもので見るとチリの国旗が最古とされる）。
政府や海軍が使用する際は、フライ側を燕尾型にする。スカンディナヴィア十字の中心が旗竿側にずれているのは、燕尾型にしたときに中央に見えるようにするためである。ほぼ同等の形状であるが、軍艦旗の方が濃い赤を用いている。

政府公用旗・陸軍旗
軍艦旗
?カルマル同盟の旗
?デンマーク＝ノルウェーの旗
?東アジア会社の旗
?クリスチャン6世死去の際の弔旗
?縦横比2:3の別タイプ